# Sobrado (Castiglia e León)
Sobrado è un comune spagnolo di 521 abitanti situato nella provincia di León, comunità autonoma di Castiglia e León.